# Daphnella intercedens
Daphnella intercedens é uma espécie de gastrópode do gênero Daphnella, pertencente à família Raphitomidae.